# Codiaeum variegatum
Codiaeum variegatum (L.) Rumph. ex A.Juss. è una pianta arbustiva appartenente alla famiglia delle Euforbiacee, originaria della Malaysia, dell'Indonesia e di varie isole del Pacifico.
È l'unica coltivata come pianta ornamentale tra le varie specie di arbusti con fogliame persistente del genere Codiaeum.

## Descrizione
Ha foglie coriacee, persistenti e lucide, di forma e dimensione diverse, talvolta oblunghe simili a quelle della magnolia, talaltra lineari o lobate a seconda delle numerose varietà, con colori screziati che variano dal verde al giallo, rosa, rosso, viola, arancio con macchiettature più o meno regolari, zonate, a volte disposte lungo le nervature dove di solito la colorazione è più intensa. Le foglie apicali giovani sono generalmente di colore verde screziato.
I fiori monoici sono disposti in grappoli ascellari. È una pianta da serra caldo-umida dove raggiunge dimensioni notevoli (oltre il metro); non si adatta bene, invece, a vivere negli appartamenti, dove a stento raggiunge il mezzo metro.

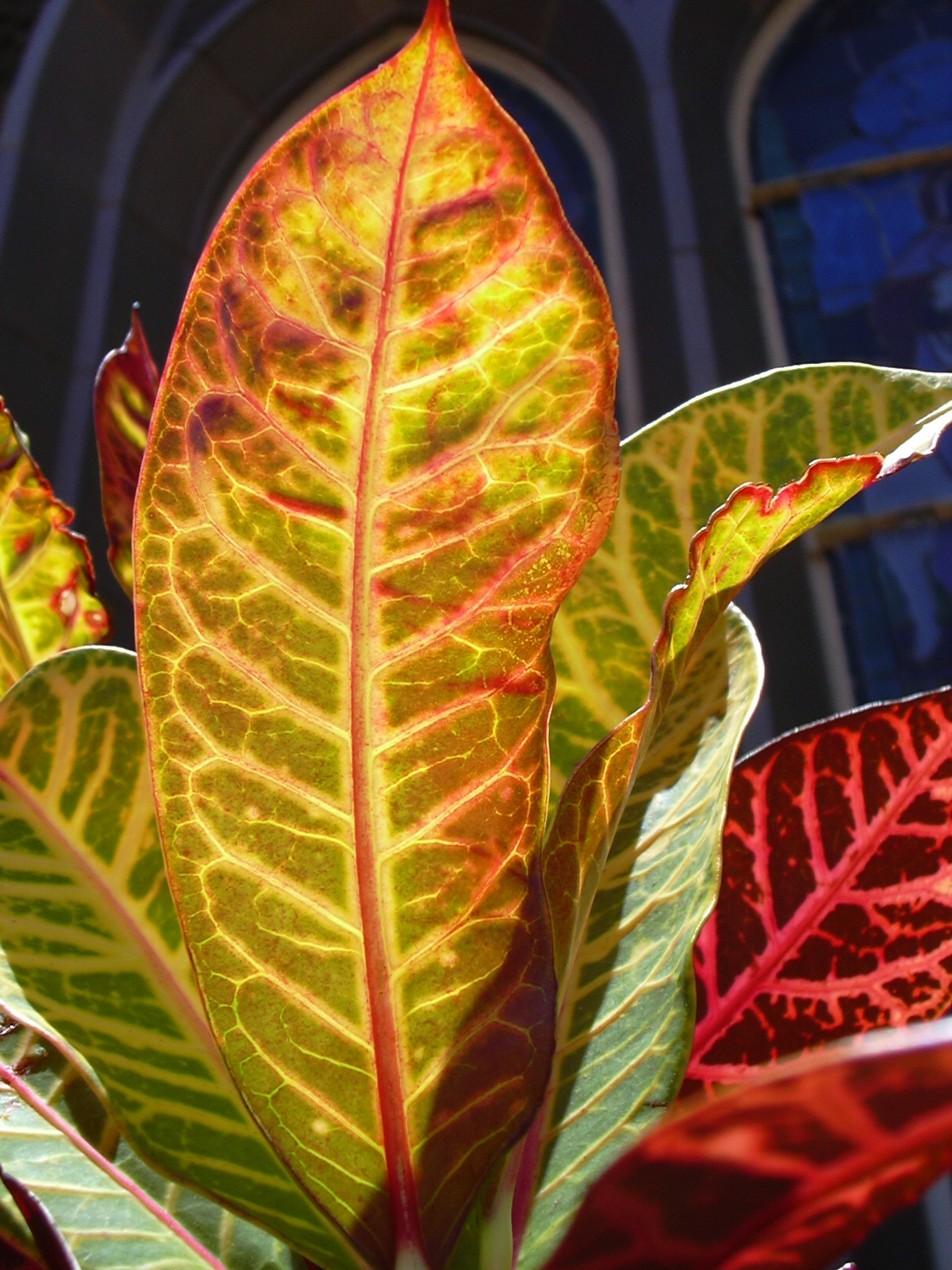

## Coltivazione
Pianta di non facile coltivazione in appartamento, in quanto esige ambienti caldo-umidi a temperatura costante, ben soleggiati, con innaffiature regolari e abbondanti in estate, ma non sulle foglie. Se tenuta in un ambiente troppo secco le foglie progressivamente ingialliscono e cadono; la temperatura non deve mai scendere sotto i 16-18 °C, pena l'afflosciamento e la caduta delle foglie.
Richiede terriccio di bosco o di foglie con sfagno con un buon drenaggio, non eccessivamente fertile per non limitare la fioritura. Si rinvasa o rinterra in primavera, anche se si consiglia di sostituire frequentemente le piante per i problemi visti precedentemente.
Essendo una pianta a rapido accrescimento va concimata spesso durante il periodo di crescita vale a dire in primavera-estate.
La moltiplicazione avviene in primavera per talea o margotta in serra calda, utilizzando piante ottenute con la semina in serra, facendo attenzione al lattice biancastro che fuoriesce dai tagli, in quanto può causare reazione allergiche con rash cutanei per contatto; se ingerito causa nausea, vomito e diarrea in persone sensibili al principio attivo presente (il forbolo, un estere diterpenoide).

## Avversità
È una pianta molto delicata. Teme il freddo, le correnti d'aria, un ambiente troppo secco, rispondendo con la progressiva e irreversibile perdita del fogliame.
L'eccesso di ristagno idrico provoca il marciume radicale per attacchi fungini.
Viene anche frequentemente attaccato da acari, afidi e cocciniglie; in India sono stati segnalati attacchi da parte dei coleotteri Cerambicidi Xylotrechus smei e Xylotrechus subscutellatus.